# Ariocarpus trigonus
Ariocarpus trigonus es una especie de planta suculenta perteneciente al género Ariocarpus, dentro de la familia Cactaceae. Es endémica del noreste de México, concretamente, Nuevo León (Sierra Madre Oriental), Tamaulipas (Valle de Jaumave) y San Luis Potosí.

## Descripción

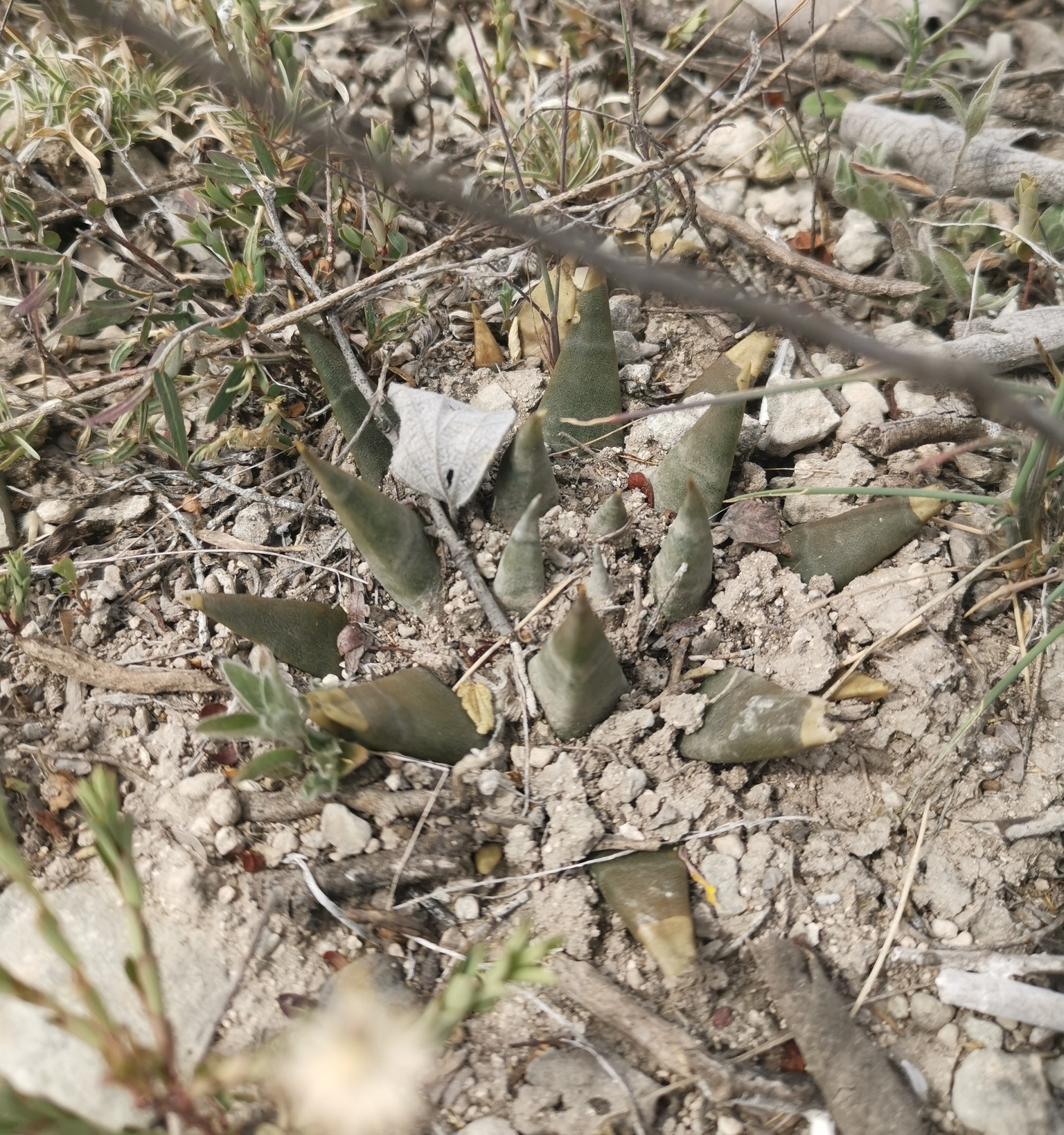
Planta con el cuerpo semienterrado

Ariocarpus trigonus es una especie de cactus solitario que crece con el cuerpo semienterrado en la tierra, aunque las plantas más viejas pueden formar grupos. Es de color verde grisáceo parduzco brillante y puede alcanzar un diámetro de 30 cm. Tiene una raíz muy gruesa parecida a la de la remolacha.
Presenta una serie de tubérculos o protuberancias parecidas a hojas aplanadas, agudamente triangulares en un lado y agudamente aquilladas hacia atrás hasta la base, que sobresalen de la base del tallo. Miden de 3 a 8 cm de largo y de 1,5 a 2,5 cm de ancho en la base. Las areolas son apenas vivibles y se sitúan en las puntas de las protuberancias, sin espinas.

La base de los tubérculos es muy lanosa y en el centro nacen numerosas flores de color blanco amarillento de 5 cm de diámetro. El fruto es una baya lisa y globular protegida por la lana que la rodea.

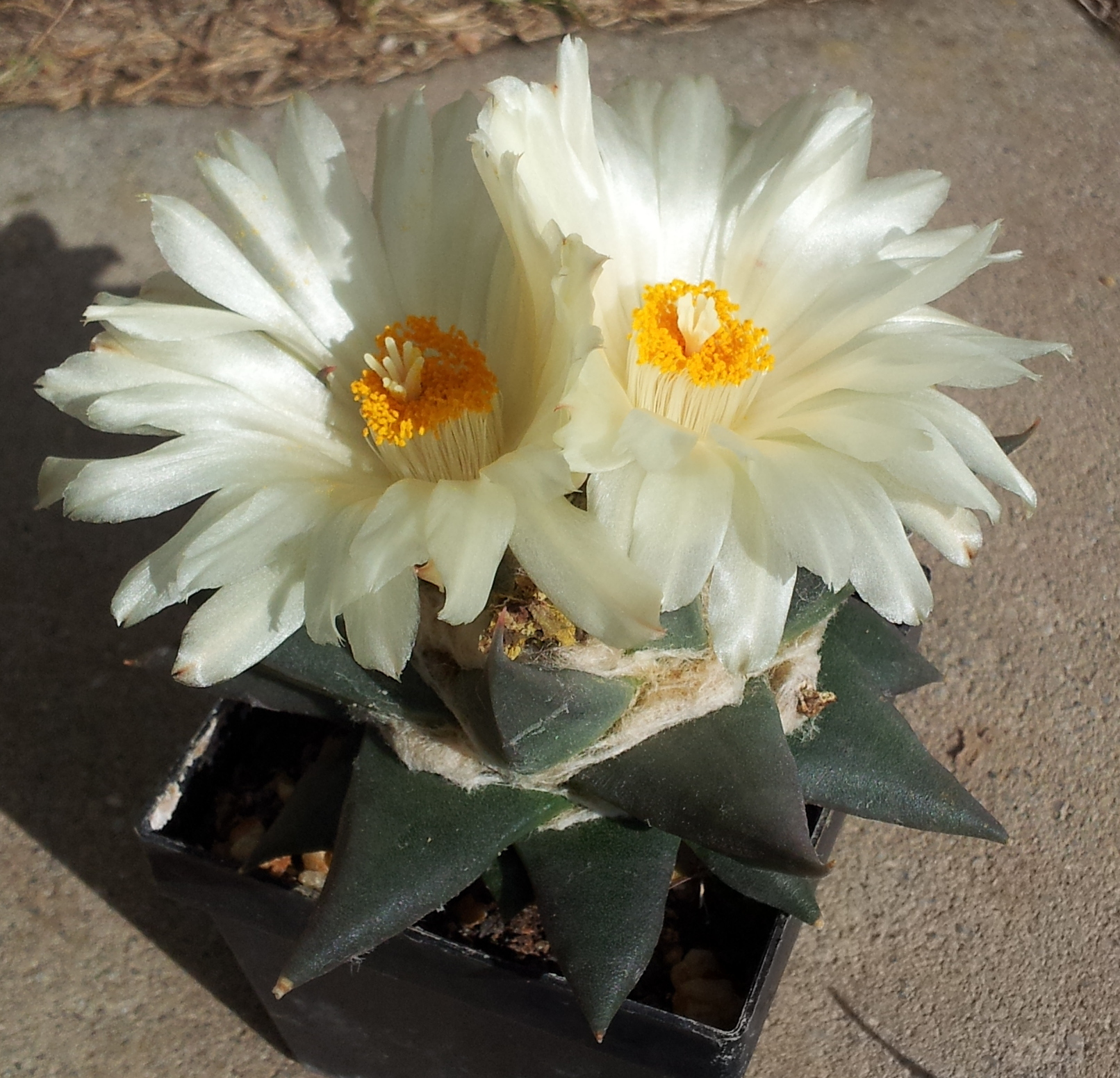
Planta en floración

## Distribución y hábitat
El área de distribución nativa de esta especie es el noreste de México (Tamaulipas, Nuevo León) y crece principalmente en biomas desérticos o de matorrales secos.

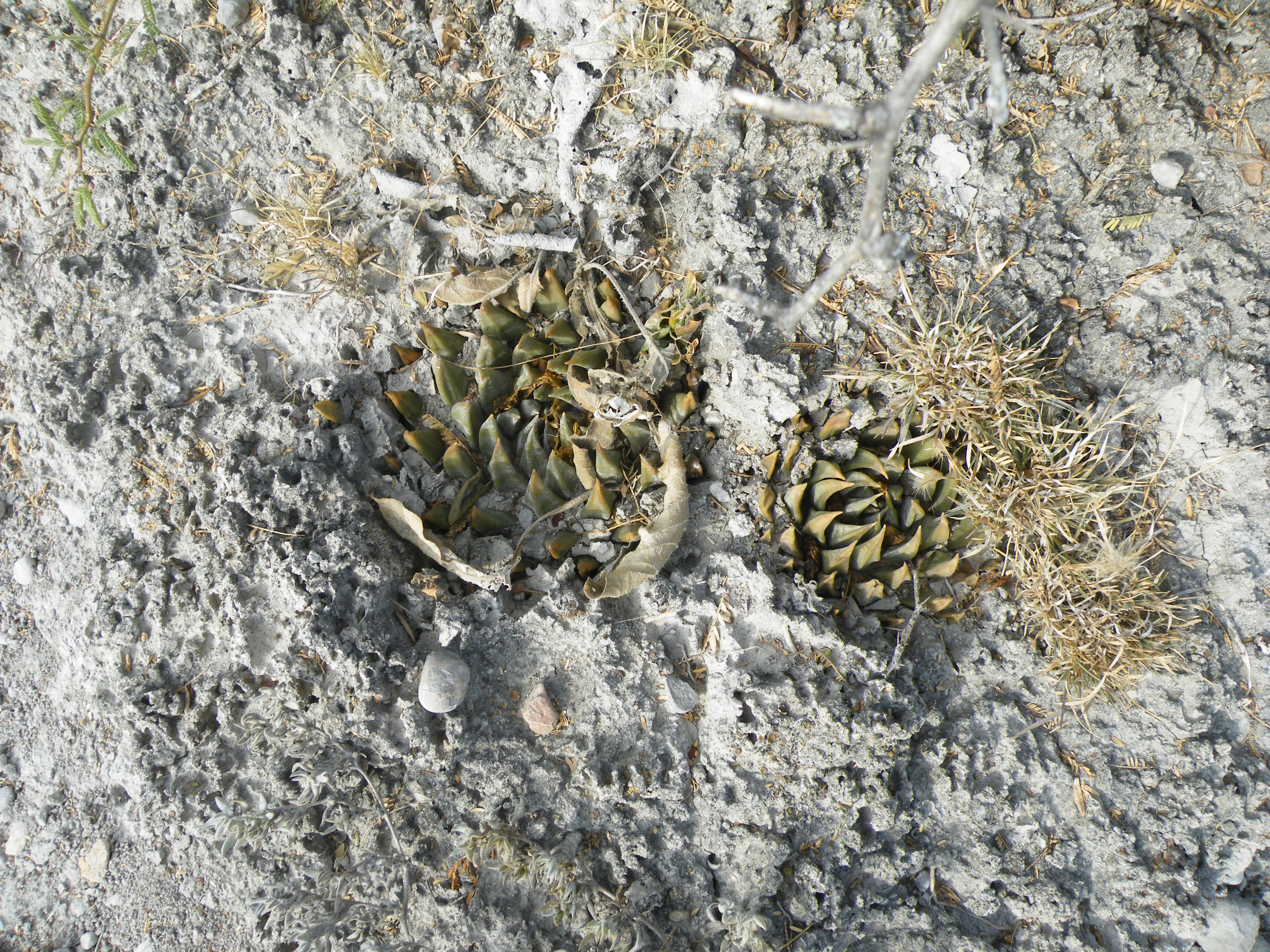
Planta en su hábitat

Concretamente se encuentra en las laderas orientales de la Sierra Madre Oriental, al norte de Monterrey, entre Montemorelos y Linares, y en el valle de Jaumave al sur de Jaumave. Crece en cimas planas de piedra caliza, en suelos gruesos, arenosos y con grava, a altitudes entre 500 y 1200 metros sobre el nivel del mar.

## Taxonomía
La primera descripción de esta especie fue como Anhalonium trigonum, publicada en 1893 por el botánico francés Frédéric Albert Constantin Weber en el libro ilustrado Dictionnaire d'Horticulture 1: 90.
Más tarde, el botánico alemán Karl Moritz Schumann trasladó la especie al género Ariocarpus, por lo que pasó a llamarse Acharagma trigonus. Registró estos cambios en la revista científica Botanische Jahrbücher für Systematik, Pflanzengeschichte und Pflanzengeographie 24: 550, publicada en 1898.
Etimología
- Ariocarpus: nombre genérico formado a partir de las palabras griegas aria (que significa 'blanco' o 'blanquecino') y carpus (que significa 'fruto'), en alusión al color blanco tan característico de sus frutos.
- trigonus: epíteto específico que proviene del griego y significa 'triangular', haciendo referencia a la forma triangular de los tubérculos de la especie.[5]

## Estado de conservación
En la Lista Roja de Especies Amenazadas de la UICN, la especie está clasificada como de “Preocupación Menor (LC)”.

## Usos
Se cultiva principalmente como planta ornamental pese a su crecimiento lento, y su propagación se realiza normalmente a través de semillas. Es muy sensible a la podredumbre, por lo que el sustrato debe ser poroso.